# Mónica Portillo
Mónica Portillo (Barcellona, 19 novembre 1989) è un'attrice e ballerina spagnola, nota per aver interpretato il ruolo di Humildad Varela nella soap Una vita (Acacias 38).

## Biografia
Mónica Portillo è nata il 19 novembre 1989 a Barcellona, nella comunità della Catalogna (Spagna), fin da piccola ha mostrato un'inclinazione per la recitazione.

## Carriera
Mónica Portillo si è laureata in arte drammatica presso l'istituto teatrale di Barcellona (ESAD). Si è inoltre formata in diverse scuole di Barcellona e Madrid in tecniche di canto e di esecuzione davanti alla telecamera. Ha preso parte a più di una dozzina di spettacoli tra i quali spiccano Préstame tus palabras nel progetto della giovane compagnia nazionale del teatro classico coordinato da Helena Pimenta. Ha anche recitato con Pere Planella in Tirant lo Blanc al teatro nazionale nel progetto ITNC con successiva tournée in Catalogna, ha preso parte alle due produzioni della sua compagnia (Cia. Bratislava) La Gran Duquessa de Gerolstein e Oh my god Barcelona! e altre produzioni a Barcellona come L'esbudellador de Whitechapel presso il teatro del Raval; Monsieur Apeine quiere hacer amigos presso la sala Beckett.
Nel 2012 ha fatto il suo debutto al cinema con il film La Extramigrante diretto da Randy Machado Donéstevez. Nello stesso anno ha recitato nei cortometraggi Regalo de Navidad diretto da Jordi Castejón e ne La dona de fusta diretto da Gener Bermejo Lanzo e Marc Bou Olmo. Nel 2013 ha preso parte al cast della serie La Riera e al film televisivo La Santa Espina diretto da Héctor Romance. L'anno successivo, nel 2014, ha ricoperto il ruolo di Sandra nel cortometraggio Rostbif diretto da Jordi Castejón.
Nel 2016 è stata scelta da TVE per interpretare il ruolo di Humildad Varela nella soap opera in onda su La 1 Una vita (Acacias 38) e dove ha recitato insieme ad attori come Gonzalo Trujillo, Alejandra Meco e Sara Miquel. Nello stesso anno ha recitato nel film Género diretto da Manuel Mira e nel cortometraggio Library Love Stories diretto da Jordi Castejón. Nel 2017 ha recitato nei cortometraggi Efecto millennial diretto da Inés de León e in Impacto diretto da Héctor Romance. L'anno successivo, nel 2018, ha recitato nel cortometraggio Perpetua diretto da Jordi Castejón, mentre nel 2019 ha ricoperto il ruolo di Nuria nel cortometraggio Bailar Pegadas diretto da Jordi Castejón.
Nel 2020 ha interpretato il ruolo di Crisern nella miniserie Encuentros de Confinamiento. Nel 2020 e nel 2022 è entrata a far parte del cast della serie Com si fos ahir. Nel 2022 ha recitato nella serie Tú también lo harías.

## Filmografia

### Cinema
- La Extramigrante, regia di Randy Machado Donéstevez (2012)
- Género, regia di Manuel Mira (2016)

### Televisione
- La Riera – serie TV (2013)
- La Santa Espina, regia di Héctor Romance – film TV (2013)
- Una vita (Acacias 38) – soap opera, 140 episodi (2016)
- Encuentros de Confinamiento – miniserie TV (2020)
- Com si fos ahir – serie TV (2020, 2022)
- Tú también lo harías – serie TV (2022)

### Cortometraggi
- Regalo de Navidad, regia di Jordi Castejón (2012)
- La dona de fusta, regia di Gener Bermejo Lanzo e Marc Bou Olmo (2012)
- Rostbif, regia di Jordi Castejón (2014)
- Library Love Stories, regia di Jordi Castejón (2016)
- Efecto millennial, regia di Inés de León (2017)
- Impacto, regia di Héctor Romance (2017)
- Perpetua, regia di Jordi Castejón (2018)
- Bailar Pegadas, regia di Jordi Castejón (2019)

## Teatro
- Somini, presso il teatro principale Castelló
- La Dona Pantera, diretto da Marc Chornet
- Noche de Reyes, diretto da Adriá Aubert, presso il teatro Akademia
- Yerma, diretto da Marc Chornet, presso il teatro Victoria
- Filoctetes, diretto da Antonio Simón, al festival di Mérida
- La Cenicienta con ritmo de los 50, diretto da Dani Cherta, presso l'auditorio di Alcobendas
- OMG Barcelona, diretto da Monica Bofill
- Enzima de mi, diretto da J. Carlos Mestre
- IME, diretto da Roc Esquius
- Préstame tus palabras, diretto da Alex Ruiz Pastor e Pepa Pedroche
- Tirant lo Blanc, diretto da Pere Planella, presso il teatro nazionale della Catalogna
- Esbudellador de Whitechapel, diretto da O. Estafanell, presso il teatro del Raval
- La Gran Duquessa de Gerolstein, diretto da Victor Álvaro, presso il teatro Gaudí
- Trashedias, diretto da Guillem Albá
- H Works- Radiohamlet, diretto da Moreno Bernardi
- Tal día com avui, diretto da Marta Guasch
- M. Apeine quiere hacer amigos, diretto da Pablo de Rosal
- Laundry de ladys, diretto da Xavi Martinez

## Doppiatrici italiane
Nelle versioni in italiano dei suoi film e delle sue serie TV, Mónica Portillo è stata doppiata da:
- Francesca Bielli[16] in Una vita[17]

## Riconoscimenti
- Actors Awards L.A
  - 2017: Vincitrice come Miglior attrice per il film Género

- Young Stage Creazione di Mataró
  - Vincitrice per l'opera teatrale Tal dia com avui